# Tenis na Letních olympijských hrách 1924
Tenis na Letních olympijských hrách 1924 v Paříži měl na programu celkem pět soutěží, v jehož rámci se představily mužská dvouhra a čtyřhra, ženská dvouhra a čtyřhra, stejně jako smíšená čtyřhra. Opakoval se tak herní plán nastolený na předchozích antverpských hrách.
Tenis byl v roce 1924 vyřazen z rodiny olympijských sportů na dalších 64 let a vrátil se zpět až na soulské olympiádě roku 1988. Smíšená čtyřhra byla na program opět zařazena až na londýnských Hrách XXX.  olympiády v roce 2012.
V mezidobí se tenis představil pouze dvakrát v roli ukázkového sportu na LOH 1968 a LOH 1984.

## Olympijský turnaj
Olympijský turnaj se konal mezi 13.–21. července 1924 na otevřených antukových dvorcích Stade Olympique de Colombes poblíž Paříže. Aréna pro 45 tisíc diváků, otevřená v roce 1907, hostila kromě tenisu také další sporty – atletiku, část gymnastiky, jezdectví, cyklistiky, ragby, fotbalu a dvě disciplíny moderního pětiboje.
Američtí reprezentanti v tenisu vyhráli zlaté medaile ve všech pěti soutěžích. Francouzská dvojnásobná olympijská vítězka Suzanne Lenglenová měla na zahajovacím ceremonilu složit slib za sportovce. O necelý měsíc dříve však odstoupila z wimbledonského semifinále pro rozvoj žloutenky a olympiády se nezúčastnila. Do jejího průběhu se naopak zapojili francouzští „Čtyři mušketýři“ – Jean Borotra, Jacques Brugnon, Henri Cochet a René Lacoste, kteří získali dvě stříbrné a jednu bronzovou medaili.
Překvapením ženského singlu se stala semifinálová výhra Francouzky Julie Vlastové nad úřadující wimbledonskou šampionkou Kathleen McKaneovou z Velké Británie, jež si odvezla bronzový kov. Francouzská hráčka skončila na druhém místě po finálové porážce od favorizované Američanky Helen Willsové Moodyové.
Závěrečný duel ženské čtyřhry měl stejné složení jako finále wimbledonského grandslamu, hraného o tři týdny dříve. Američanky Hazel Wightmanová s Helen Willsovou Moodyovou v něm zdolaly po setech 7–5 a 8–6 britskou dvojici Phyllis Covellová a Kathleen McKaneová, a opět triumfovaly. V každé sadě však doháněly nepříznivý vývoj gamů 2–5.
V utkání o titul ze smíšené čtyřhry na sebe narazily dva americké páry. Na zlato dosáhli Hazel Wightmanová s Richardem N. Williamsem po vítězství nad dvojicí Marion Jessupová a Vincent Richards 6–2 a 6–3. Williams si před finále těžce podvrtl kotník a pro omezený pohyb na dvorci zvažoval odstoupení. Spoluhráčka Wightmanová jej přesvědčila ke hře a během zápasu byla aktivnějším členem páru. Poražený Vincent Richards však den před skončením mixu vyhrál mužskou dvouhru, když ve finále zdolal Francouze Henriho Cocheta po pětisetové bitvě 6–4, 6–4, 5–7, 4–6 a 6–2.

## Vyřazení tenisu z olympijského programu
Mezinárodní tenisová federace (ILTF) měla výhrady k organizaci pařížského turnaje. Na Mezinárodní olympijský výbor (MOV) vznesla řadu ultimativních požadavků, které nebyly splněny. Naopak MOV usiloval o uznání statusu olympijského turnaje za tenisové mistrovství světa. Mezi další příčiny ukončení tenisové události se zařadil dlouhodobý nezájem o start ze strany nejlepších světových tenistů a postupná komercionalizace tenisu. V důsledku neshod došlo k vyřazení tenisu z olympijského programu na dalších 64 let.
Definitivní potvrzení vyřazení tenisu bylo odsouhlaseno na 27. zasedání Mezinárodního olympijského výboru (MOV) v Amsterdamu, probíhajícího v červenci a srpnu 1928. Jednalo se o důsledek krachu jednání mezi MOV a Mezinárodní tenisovou federací. K výše uvedeným neshodám se přidružil i problém přesného definování amatérismu.

## Zúčastněné země
Celkově nastoupilo sto dvacet čtyři tenistů z dvaceti sedmi zemí:
- Argentina (ARG) – 5
- Austrálie (AUS) – 2
- Belgie (BEL) – 8
- Čínská republika (ROC) – 4[5]
- Československo (TCH) – 5
- Dánsko (DEN) – 5
- Finsko (FIN) – 4
- Francie (FRA) – 10
- Chile (CHI) – 2
- Indie (IND) – 6
- Irsko (IRL) – 4
- Itálie (ITA) – 8
- Japonsko (JPN) – 4
- Jihoafrická unie (RSA) – 4
- Jugoslávie (YUG) – 1
- Lucembursko (LUX) – 1
- Maďarsko (HUN) – 5
- Mexiko (MEX) – 2
- Nizozemsko (NED) – 5
- Norsko (NOR) – 4
- Portugalsko (POR) – 1
- Rumunsko (ROU) – 3
- Řecko (GRE) – 3
- Spojené státy americké (USA) – 9
- Španělsko (ESP) – 8
- Švédsko (SWE) – 4
- Švýcarsko (SUI) – 4
- Velká Británie (GBR) – 10

## Přehled medailí

### Medailisté
| Soutěž          | Zlato                                                                      | Stříbro                                                            | Bronz                                                                   |
| Mužská dvouhra  | Vincent Richards · Spojené státy americké (USA)                            | Henri Cochet · Francie (FRA)                                       | Umberto De Morpurgo · Itálie (ITA)                                      |
| Ženská dvouhra  | Helen Willsová Moodyová · Spojené státy americké (USA)                     | Julie Vlastová · Francie (FRA)                                     | Kathleen McKaneová · Velká Británie (GBR)                               |
| Mužská čtyřhra  | Francis Hunter · Vincent Richards · Spojené státy americké (USA)           | Jacques Brugnon · Henri Cochet · Francie (FRA)                     | Jean Borotra · René Lacoste · Francie (FRA)                             |
| Ženská čtyřhra  | Hazel Wightmanová · Helen Willsová Moodyová · Spojené státy americké (USA) | Phyllis Covellová · Kathleen McKaneová · Velká Británie (GBR)      | Evelyn Colyerová · Dorothy Shepherdová-Barronová · Velká Británie (GBR) |
| Smíšená čtyřhra | Hazel Wightmanová · R. Norris Williams · Spojené státy americké (USA)      | Marion Jessupová · Vincent Richards · Spojené státy americké (USA) | Kornelia Boumanová · Hendrik Timmer · Nizozemsko (NED)                  |

### Pořadí národů
| Pořadí  | Země                         | Zlato | Stříbro | Bronz | Celkově |
| 1       | Spojené státy americké (USA) | 5     | 1       | 0     | 6       |
| 2       | Francie (FRA)                | 0     | 3       | 1     | 4       |
| 3       | Velká Británie (GBR)         | 0     | 1       | 2     | 3       |
| 4       | Itálie (ITA)                 | 0     | 0       | 1     | 1       |
| 4       | Nizozemsko (NED)             | 0     | 0       | 1     | 1       |
| Celkově | Celkově                      | 5     | 5       | 5     | 15      |